# Ull (mytologi)

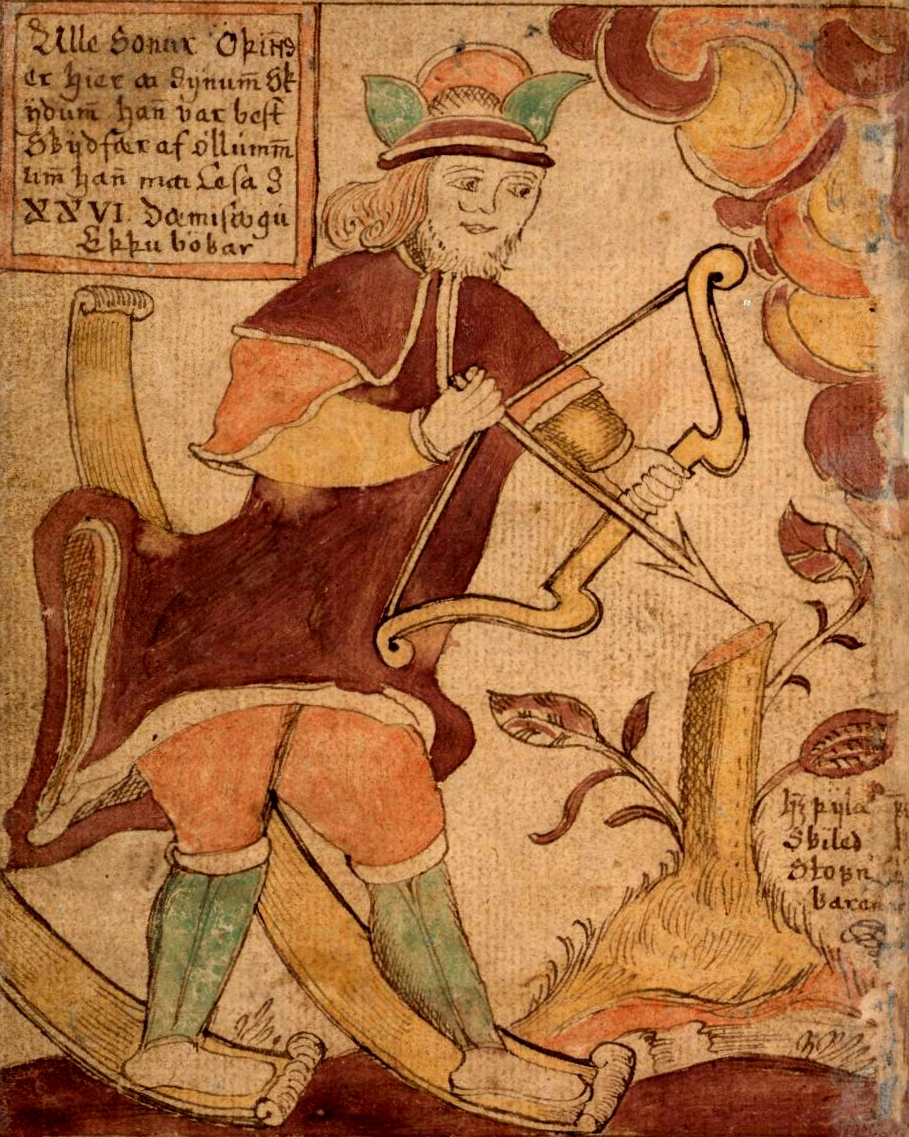
På denna bild i en isländsk handskrift från 1700-talet syns Ull med sina skidor och sin båge.

Ull, även Uller ("glans", "härlighet", *Wulþuz på urgermanska), är en gud inom nordisk mytologi. Inom mytologin anses han vara son till Siv och styvson till Tor. Hans fader är okänd, men i senare tid har man gissat på både Egil, Völunds bror, och Aurvandil, vilka i sin tur ibland förväxlats med varandra. Hans boning heter Ydalir. Trots att Ull sällan omnämnes i eddorna, så vittnar svenska och norska ortnamn om att Ull en gång haft en mycket omfattande kult, och sannolikt tillhör ett äldre skikt av förkristna nordiska gudomar.

## Beskrivning
Ull är knappt omnämnd i de mytologiska berättelserna, men kan figurera i samband med eder och tvekamper. Hans namn ingår i många skandinaviska ortnamn, vilket avslöjar att han är betydande inom den äldre religionens utbredda kult. Detta har även bekräftats vid arkeologiska utgrävningar i Upplands-Bro kommun under 2007. I Lilla Ullevi ligger en forntida kultplats helgad åt Ull med lämningar från fyra olika tidsperioder, från 400-talet fram till 1600-talet. Man har frilagt en stensättning med två utgående stenrader som slutar i stora stolphål för en träkonstruktion. Dessutom har man funnit ett stort antal amulettringar, som kan ha brukats i samband med edgång eller som offergåva.
Ull framträder i myterna som en reslig, vacker karl som tar sig fram på skidor eller snöskor och ett av hans attribut är skölden. Detta gör att han ibland på avbildningar påminner om jättedottern Skade. Hans främsta vapen är pilbågen och han är en mycket god bågskytt. Hans bonings namn, Ydalir, betyder "Idegransdalen" och idegranar är ett lämpligt material just för bågtillverkning. Han sägs av Snorre Sturlason vara till god hjälp i samband med envig.
I Poetiska Eddan omnämns han sparsamt, men hans hem Ydalir beskrivs, liksom en Ulls ring som man svor eder vid.
Saxo omnämner en man kallad Ollerus, en latiniserad form av namnet Ull, som för en tid ersatte Oden som ledare i "Bysantium", efter att denne landsförvisats på grund av att ha våldtagit ruthenernas konungadotter Rinda (se Rind). Han styrde sedan i Odens namn i tio år tills gudarna beslöt att ta tillbaka den egentlige Oden och varvid Ull fördrevs till Sverige och sedermera dödades av danerna. Enligt Saxo skall han ha varit så trollkunnig att han ristat trollrunor på ett visst ben, varvid han på detta kunde färdas över havet som på ett fartyg, lika kvickt som om han hade rott det.
I Norge dyrkades förr en gud kallad Ullinn som med största sannolikhet är identisk med Ull.

## Ortnamn
Ull har gett namn åt många platser i Norden, bland annat Ullensaker, Ullensvang, Ullared, Ullervad, Ullvi, Ullevi, Ulleråkers härad, Ullensvangs kommun, Ullerön, Ullavi klint och Ultuna i Uppsala. Den största koncentrationen av orts- och platsnamn med koppling till Ull utgörs av ett bälte som sträcker sig från Uppland i öster till Hordaland i väster. Norr och söder om detta "bälte" förekommer sådana platsnamn mer sporadiskt.